# John Keill
John Keill (né le 1er décembre 1671 à Édimbourg et mort le 31 août 1721 à Oxford) est un mathématicien écossais.

## Biographie
Né à Édimbourg, il est nommé en 1700 professeur de philosophie naturelle à l'université d'Oxford, et en 1710 professeur d'astronomie. Il est membre de la Royal Society. 
On a de lui dans : 
- (en) Examen de la théorie de la terre de Burnet, 1698 ;
- Introductio ad veram physicam, 1700 ;
- Introductio ad veram astronomiam, 1718.
- Institutions astronomiques, ou leçons élémentaires d'astronomie, 1746 (posthume, augmenté par Ch. Le Monnier).

Il accuse Gottfried Wilhelm Leibniz, dans les Transactions philosophiques (1708), d'avoir dérobé à Isaac Newton le calcul infinitésimal et donne ainsi naissance à la célèbre dispute qui s'élève à ce sujet entre Leibniz et Newton.